# 北九州市立吉田中学校
北九州市立吉田中学校（きたきゅうしゅうしりつ よしだちゅうがっこう）は、福岡県北九州市小倉南区にある公立中学校。校区は、北九州市立吉田小学校、北九州市立高蔵小学校からなる。

## 校訓
- 自立 友愛 創造

## 概要
- 1983年（昭和58年）4月1日に 北九州市立沼中学校から分離し、開校。
- 開校年の1983年から「青少年赤十字」に加盟しており、生徒会活動の中に、JRC委員会を位置付け、生徒が主体となって活動を行っている。JRC委員会は、ユニセフへの募金や、最寄りのイオンモール八幡東にペットボトルキャップのリサイクルをするなど、社会貢献活動に取り組む。
- 2022年（令和4年）10月27日に創立40周年記念式典が開催される。

学校教育目標
生徒一人一人の個性や能力の伸長を図り、知・徳・体の調和のとれた思いやりの心をもつ、自立した生徒の育成に努める。
学校経営理念
私たちは、一人一人 一つ一つを大切にします。（３年生全員対象の面接指導）
夢と希望のあふれる学校にします。（タブレット教育の推進）
心豊かな子どもたちを育てます。（挨拶運動・花壇の花いっぱい活動）
目指す生徒像
- ①礼儀正しく、挨拶ができる生徒。
- ②進んで、清掃や奉仕活動ができる生徒。
- ③自学自習ができ、個性を伸長できる生徒。
- ④他を思いやり、いじめや差別のない、好ましい人間関係づくりができる生徒。

目指す教師像
- ①生徒理解の視点に立ち、生徒や保護者との好ましい人間関係づくりに努める教師。
- ②人権教育の視点に立ち、いじめや差別のない学校づくりに努める教師。
- ③教育公務員としての使命を自覚し、常に課題意識をもち、研究等を通して資質と指導力の向上に努め、生徒・保護者・地域から信頼される教師。

## 学校組織
- 1年生 4クラス
- 2年生 5クラス
- 3年生 4クラス

※令和4年度現在

## 部活動
運動部
- 野球部（男女）
- 陸上部（男女）
- 男子バレーボール部
- 女子バレーボール部
- 女子バスケットボール部
- 女子ソフトテニス部
- 卓球部（男女）
- 柔道部（男女）

文化部
- 放送部
- 音楽部
- 茶道部

生徒会執行部
- 生徒会執行部

※令和4年度現在

## 生徒会活動
総務委員会、学習委員会、生活委員会、美化委員会、文化図書委員会、保健体育委員会、JRC委員会。
※委員は、各クラス男女1名ずつ。生徒会役員は、毎年12月に行われる生徒会役員選挙で当選した者が翌年1月から12月までを担当する。

## 周辺
- 北九州市立吉田小学校
- 小倉沼南郵便局
- 陸上自衛隊曽根訓練所

## 交通アクセス
- 西鉄バス 吉田小学校バス停下車。